# Feuillets d'art
Feuillets d'art est une revue de luxe créée à Paris en mai 1919 par Michel Dufet. Elle traite de divers sujets : littérature, théâtre, arts plastiques et décoratifs, musique et mode. 

## Historique
Cette revue n'a comporté que douze numéros dont la parution s'est effectuée en deux séries. La première série, de six numéros, est parue de mai 1919 à juillet 1920. Après plus d'un an d'interruption, la parution est relancée par Lucien Vogel, fondateur d'un autre périodique la Gazette du bon ton, Michel Dufet restant le directeur. Cette deuxième série comporte également six numéros parus de septembre 1921 à octobre 1922 mais d'un format plus petit et d'une présentation moins luxueuse. 
Dans le dernier numéro rien n'indique que la publication va s' arrêter. Il est probable que les difficultés financières, déjà rencontrées, ont entrainé l'arrêt brutal de la diffusion de cette prestigieuse revue.           

## Planches

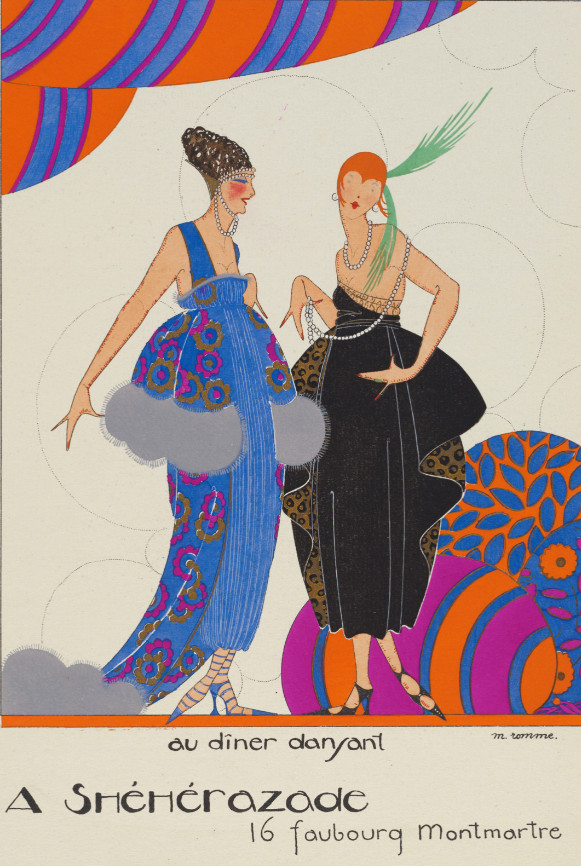
Marthe Romme - Au diner dansant
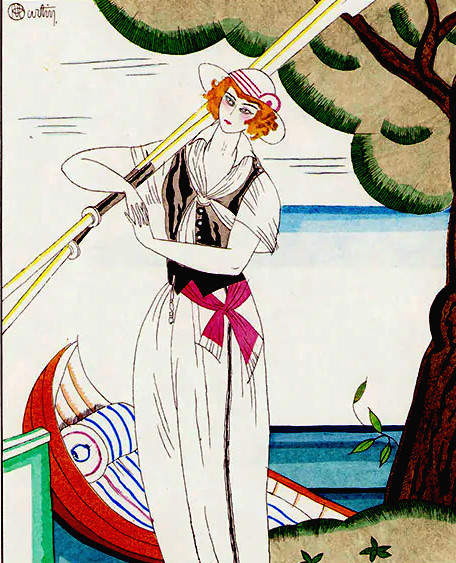
Charles Martin - Femme en tenue de bateau
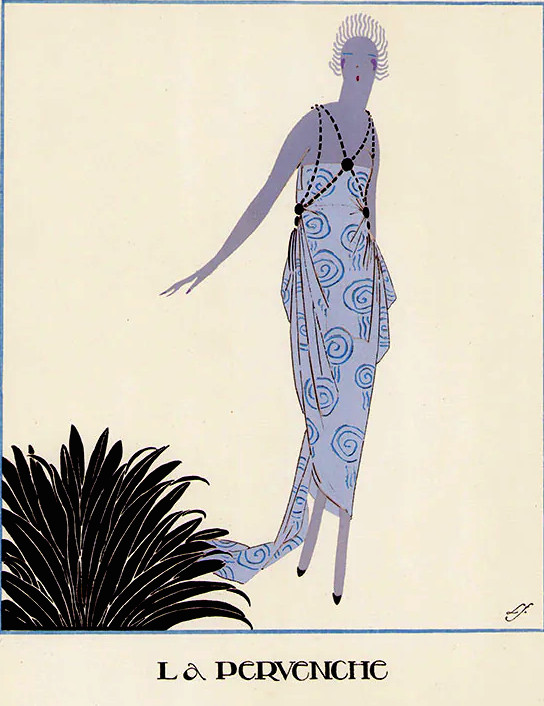
Llano-Florez - La pervenche